# Electric Power Systems Research
L'Electric Power Systems Research è una rivista scientifica a revisione paritaria fondata nel 1977, che contiene le pubblicazioni e gli articoli sulle nuove applicazioni riguardanti la trasmissione, generazione, distribuzione e uso dell'energia elettrica. L'attuale caporedattore è Carlo Alberto Nucci. Secondo il Journal Citation Reports, la rivista ha un fattore di impatto, riferito all'anno 2010, di 1.396.